# Igualdad lógica
La igualdad lógica es una conectiva lógica que corresponde a la igualdad en el álgebra de Boole y a la proposición bicondicional en lógica proposicional. Como elemento funcional, proporciona el valor verdad si ambos argumentos funcionales tienen el mismo valor de verdad, y falso si son diferentes.
Es una práctica habitual en varias aplicaciones, aunque no siempre técnicamente precisa, indicar la operación de igualdad lógica entre los operandos lógicos x e y mediante cualquiera de las siguientes formas:
{\displaystyle {\begin{aligned}x&\leftrightarrow y&x&\Leftrightarrow y&Exy\\x&\mathrm {~EQ~} y&x&=y\end{aligned}}}
Algunos lógicos, sin embargo, hacen una distinción firme entre una forma funcional, como las de la columna de la izquierda, que interpretan como una aplicación de una función a un par de argumentos, y por lo tanto una mera indicación de que el valor de la expresión compuesta depende de los valores de las expresiones componentes - y una forma de ecuación, como las de la columna de la derecha, que interpretan como una afirmación de que los argumentos tienen valores iguales, en otras palabras, que el valor funcional de la expresión compuesta es "verdadero".
En matemáticas, el signo más "+" indica casi invariablemente una operación que satisface los axiomas asignados a la suma en el tipo de estructura algebraica que se conoce como cuerpo o campo. Para el álgebra booleana, esto significa que la operación lógica representada por el signo "+" no es la misma que la disyunción lógica representada por "∨" pero en realidad es equivalente al operador de desigualdad lógica representada por "≠", o lo que equivale a lo mismo, la disyunción exclusiva indicada por "XOR" o "⊕". Naturalmente, estas variaciones en el uso han provocado algunos problemas en la comunicación entre matemáticos e ingenieros que cambian con los años. En cualquier caso, se tiene la siguiente matriz de formas correspondientes para los símbolos asociados con la desigualdad lógica:
{\displaystyle {\begin{aligned}x&+y&x&\not \equiv y&Jxy\\x&\mathrm {~XOR~} y&x&\neq y\end{aligned}}}
Esto explica por qué "EQ" se llama a menudo "XNOR" en el sistema combinacional de los ingenieros de circuitos, ya que es la negación de la operación disyunción exclusiva; "NXOR" es una alternativa menos utilizada. Otra racionalización del nombre ciertamente tortuoso "XNOR" es que comienza con el operador NOR "ambos falsos" y luego agrega la excepción "o ambos verdaderos".

## Definición
La igualdad lógica es una operación que relaciona dos valores de verdad, normalmente los valores de dos proposiciones, que a su vez produce un valor de verdadero si y solo si ambos operandos son falsos o ambos operandos son verdaderos.
La tabla de verdad de p EQ q (también escrito como p = q, p ↔ q, Epq, p ≡ q, o p == q) es la siguiente:

Diagrama de Venn de A EQ B (la parte roja corresponde a "verdad")

| p | q | p = q |
| - | - | ----- |
| 0 | 0 | 1     |
| 0 | 1 | 0     |
| 1 | 0 | 0     |
| 1 | 1 | 1     |

## Descripciones alternativas
La forma (x = y) es equivalente a la forma (x ∧ y) ∨ (¬x ∧ ¬y).
{\displaystyle (x=y)=\lnot (x\oplus y)=\lnot x\oplus y=x\oplus \lnot y=(x\land y)\lor (\lnot x\land \lnot y)=(\lnot x\lor y)\land (x\lor \lnot y)}
Para los operandos x e y, la tabla de verdad del operador de igualdad lógica es la siguiente:
| {\displaystyle x\leftrightarrow y} | {\displaystyle x\leftrightarrow y} | y | y |
| {\displaystyle x\leftrightarrow y} | {\displaystyle x\leftrightarrow y} | V | F |
| ---------------------------------- | ---------------------------------- | - | - |
| x                                  | V                                  | V | F |
| x                                  | F                                  | F | V |